# L'uomo perfetto (film 1982)
L'uomo perfetto (Les princes) è un film del 1983 diretto da Tony Gatlif.
Il regista Gatlif, gitano, rom algerino naturalizzato francese, ha anche composto le musiche del film.

## Trama
Il gitano Nara, dopo aver ripudiato la moglie Miranda perché dietro consiglio di una assistente sociale assumeva la pillola anticoncezionale, va a vivere con la figlioletta Zorka e la vecchia madre in un malsano appartamento situato in una periferia di una città francese.
Nara tira avanti con lavoretti di poco conto ma si considera ormai un integrato nella società francese. Contrariamente alla madre che invece è molto legata alle tradizioni dei nomadi. Zorka dal canto suo è la prima della classe nella scuola locale e sogna di poter intraprendere la carriera di veterinaria. 
La famiglia di zingari viene sfrattata dal suo appartamento da un gruppo di poliziotti molto aggressivi ed apertamente razzisti, armati di mitragliatrici. La vecchia madre di Nara, assetata di giustizia, si incammina allora a piedi in direzione della lontana città per veder di incontrare un avvocato che difende gli zingari e che in passato si era già occupato di loro.
Nara e Zorka la seguono a poca distanza. Con loro si incammina anche la madre Miranda, mossa dall'amore per la figlia.
Il viaggio è solo un pretesto utilizzato dal regista per mostrarci le disumane condizioni igienico-sanitarie in cui sono costretti a vivere gli zingari: i campi senza acqua, senza elettricità, senza riscaldamento ed i problemi della fame, dell'educazione dei figli, dell'analfabetismo degli adulti gitani.
Nara durante il difficile viaggio è costretta a rubare del cibo per sopravvivere, nonostante questo atto sia contrario alle sue convinzioni. Deve inoltre lottare con dei turisti sciocchi e scontrarsi con una giornalista  che insistendo per avere notizie sulla condizione dei gitani ferisce il Rom nella sua fierezza. La madre durante il viaggio muore sotto una pioggia torrenziale. È un duro colpo anche per la piccola Zorka che stava cercando di alfabetizzare la nonna.
Dopo il tentativo fallito di inserirsi e di integrarsi, Nara riporta definitivamente sulla strada la sua famiglia a condurre una vita nomade, verso un destino incerto.

## Critica
L'uomo perfetto è stato definito un film che ha come argomento centrale il trattamento degli zingari Romaní in Francia. Il film tratta delle contraddizioni nella vita dei Rom e delle contraddizioni che emergono tra i loro usi e costumi quelli della società francese intorno a loro. Tra le contraddizioni la gelosia per le proprie tradizioni unita ad un desiderio di avere una vita normale (Nara regala un bel gattino a Zorka, la quale prenderà con sé l'animale portandolo nelle loro peregrinazioni).
Il regista comunica il messaggio che spesso i gitani sono costretti a rubare per sopravvivere (la qualcosa nel film è decisamente detestata dall' "integrato" Nara) e sono sottoposti a costanti discriminazioni, atti di violenza pregiudizi e stereotipi. Nello stesso tempo il film è anche una commossa canzone alla dignità dei gitani, alle loro musiche, ai loro riti ancestrali, al loro stile di vita libero, ed al loro desideri di apprendere cose nuove (la nonna di Zorka sta infatti cercando di apprendere dalla piccola Zorka a leggere e scrivere).
Il regista Tony Gatlif ha avuto coccasione di dire che Les princes è "il primo film nel quale rivendico la mia condizione gitana, un film nel quale dico: io sono gitano, malgrado le persecuzioni, il disprezzo, io esisto, noi esistiamo"

## Riconoscimenti
- Premio Cariddi d'oro al Festival di Taormina nel 1984 (sezione "Opere prime e seconde")
- Grand prix al Festival Europeo dei film - Monaco[2]
- Espiga de plata alla Settimana Internazionale di Cinema di Valladolid nel 1984.[3]